# 정준 (배우)
정준(鄭俊, 1979년 3월 6일 ~ )은 대한민국의 배우이다.

## 이력
1988년 CF 광고 모델 첫 데뷔하였으며 1989년 MBC 드라마 《제2공화국》에 첫 단역 출연하여 MBC 특채 탤런트 선발되었고 1991년 영화배우 첫 데뷔하였다.

## 학력
- 봉천중학교 졸업
- 일산동고등학교 졸업
- 총신대학교 신학과 학사

## 연기 활동

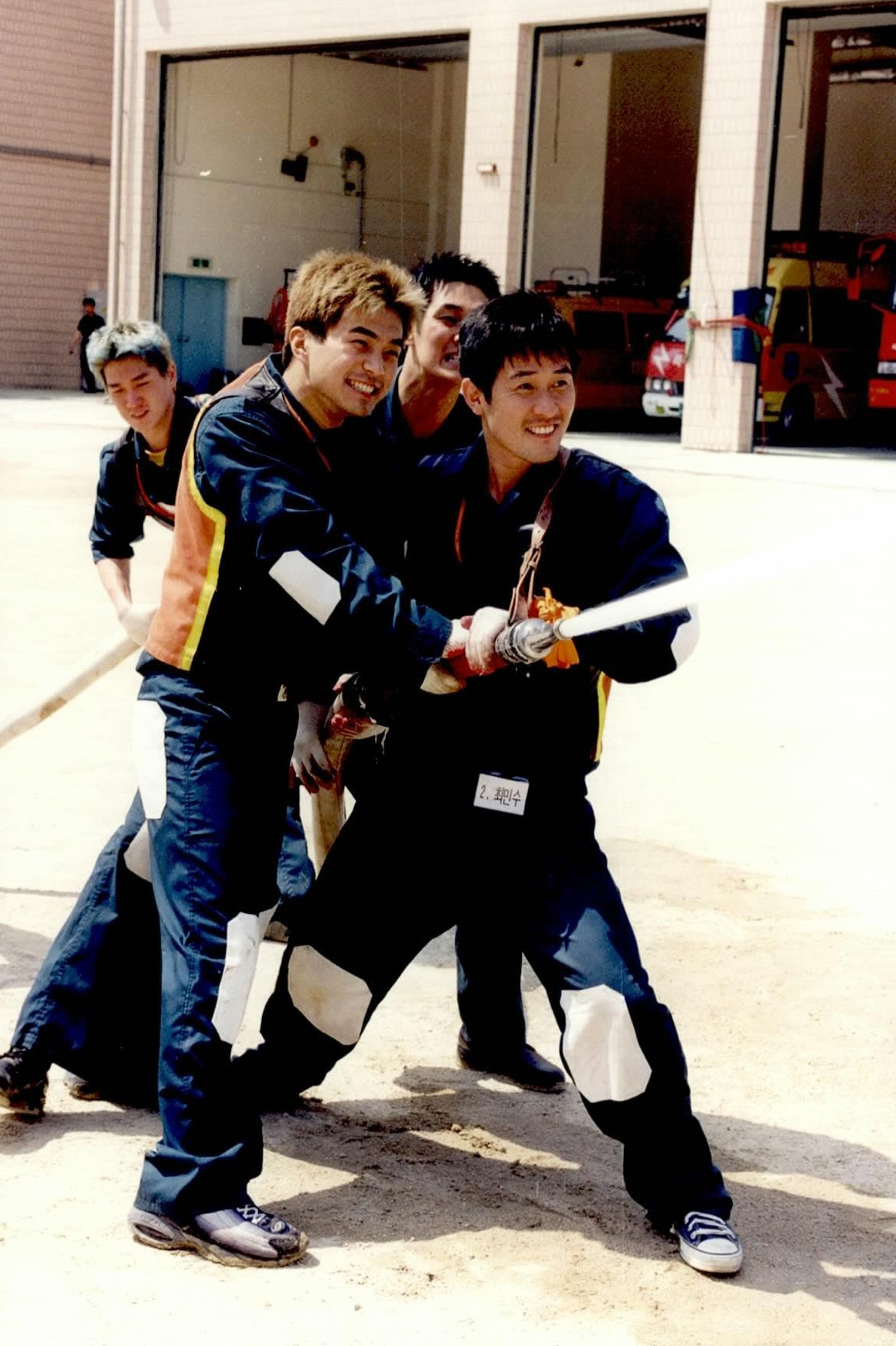
'리베라메' 촬영 현장

### 드라마
- 1989년 MBC 정치드라마 《제2공화국》
- 1990년 MBC 어린이드라마 《내 친구 깨치》
- 1991년 MBC 주말연속극 《고개숙인 남자》
- 1993년 MBC 청소년 드라마 《사춘기》 ... 이동민 역
- 1995년 SBS 시트콤 《LA아리랑》 ... 김유선 역
- 1995년 KBS2 주말연속극 《목욕탕집 남자들》 ... 김지환 역
- 1996년 SBS 대하드라마 《임꺽정》 ... 임백손 역
- 1998년 MBC 월화드라마 《사랑》
- 1999년 KBS2 주말연속극 《유정》 ... 현우의 동생 역
- 2000년 SBS 드라마스페셜 《팝콘》 ... 윤창수 역
- 2001년 KBS2 주말연속극 《아버지처럼 살기 싫었어》 ... 장덕구 역
- 2001년 MBC 수목드라마 《맛있는 청혼》 ... 김효동 역
- 2003년 MBC 일일연속극 《백조의 호수》 ... 고은규 역
- 2004년 KBS2 주말연속극 《부모님전상서》 ... 이형표 역
- 2005년 KBS1 일일연속극 《별난여자 별난남자》 ... 장기웅 역
- 2008년 OCN TV무비 《과거를 묻지 마세요》 ... 선희의 동생 역
- 2010년 SBS 월화드라마 《커피하우스》 ... 대학 선배 역 (특별출연)
- 2011년 SBS 드라마스페셜 《시티헌터》 ... 김상국 역
- 2011년 SBS 월화드라마 《천일의 약속》 ... 차동철 역
- 2012년 TV조선 설날특집극 《아버지가 미안하다》 ... 동수 역
- 2012년 SBS 주말극장 《맛있는 인생》 ... 민태형 역
- 2012년 JTBC 주말연속극 《무자식 상팔자》 ... 안대기 역
- 2014년 SBS 일일드라마 《달려라 장미》 ... 강민철 역

### 영화
- 1991년 《비 개인 오후를 좋아하세요?》 ... 국민학생 해성 역
- 1997년 《K.K. 훼미리 리스트》 ... 준정 역
- 1997년 《체인지》 ... 강대호 역
- 1999년 《북경반점》 ... 택중 역
- 1999년 《주유소 습격 사건》 ... 건빵 역
- 2000년 《리베라 메》 ... 이준성 역
- 2000년 《가위》 ... 세훈 역
- 2000년 《하면 된다》 ... 정대철 역
- 2002년 《남자 태어나다》 ... 장대성 역
- 2003년 《튜브》 ... 신혼 남 역 (우정출연)
- 2006년 《창공으로》 ... 김자중 역
- 2013년 《블랙 가스펠》 ... 본인(내레이션), 내레이터 역
- 2016년 《블랙가스펠 2: 소울을 찾는 여정 가운데 만난 사람들》 ... 우정출연

### 방송
- 1999년 KBS2 《TV는 사랑을 싣고》

## 연기 외 활동

### CF
- 1993년 삼성위드미
- 1993년 동양제과 오리온 마이구미
- 1993년 팔도 빅3
- 1993년 한국전자 다이나톤
- 1993년 KT 기업PR
- 1994년 농심 안성탕면 김치
- 1994년 삼성전자 매직스테이션 (백윤식, 선우은숙과 공동 출연)
- 1994년 롯데푸드 피자터치 (음정희와 공동 출연)
- 1994년 동국제약 오라메디
- 1994년 롯데푸드 직화구이햄 (음정희와 공동 출연)
- 1994년 유니북스 튼튼영어
- 1995년 롯데제과 알파캔디
- 1995년 이마이크로 스캔들샤프
- 1995년 스마트에프앤디 스마트
- 1995년 대성가정학습 톱클래스 (채림과 공동출연)
- 1996년 해태음료 쿨사이다 (윤여정, 김희선, 양희경, 배종옥과 KBS 목욕탕집 남자들 팀으로 공동 출연)
- 1997년 농심 장터라면
- 1997년 농심 짜파게티 (정태우와 공동 출연)
- 1999년 스포츠투데이 (이승연과 공동 출연)
- 2001년 농심 무파마탕면 (정원중과 공동 출연)

### 홍보대사
- 국제구호개발 NGO 굿피플 나눔대사

## 수상 및 후보
| 연도 | 시상식            | 부문            | 작품                            | 결과 |
| ---- | ----------------- | --------------- | ------------------------------- | ---- |
| 1997 | 제18회 청룡영화상 | 신인남우상      | 체인지                          | 후보 |
| 2005 | KBS 연기대상      | 남자 우수연기상 | 별난여자 별난남자, 부모님전상서 | 후보 |